# Leaky Black
Rechon Malik "Leaky" Black, né le 14 juin 1999 à Concord en Caroline du Nord, est un joueur américain de basket-ball. Il évolue au poste d'ailier et mesure 1,99 m.

## Biographie

### Carrière universitaire
Entre 2018 et 2023, il joue pour les Tar Heels de North Carolina. 

### Carrière professionnelle

#### Hornets de Charlotte (2023-2024)
En juillet 2023, il signe un contrat two-way avec les Hornets de Charlotte.

## Palmarès et distinctions individuelles

### Universitaire
2× ACC All-Defensive team (2022, 2023)

## Statistiques
gras = ses meilleures performances

### Universitaires
| Saison    | Équipe         | Matchs | Titul. | Min./m | % Tir | % 3pts | % LF | Rbds/m. | Pass/m. | Int/m. | Ctr/m. | Pts/m. |
| --------- | -------------- | ------ | ------ | ------ | ----- | ------ | ---- | ------- | ------- | ------ | ------ | ------ |
| 2018-2019 | North Carolina | 23     | 0      | 10.3   | .469  | .417   | .857 | 2.1     | 1.2     | .6     | .2     | 2.5    |
| 2019-2020 | North Carolina | 32     | 31     | 29.7   | .359  | .254   | .696 | 5.0     | 2.6     | 1.3    | .8     | 6.5    |
| 2020-2021 | North Carolina | 29     | 27     | 27.6   | .367  | .222   | .692 | 4.9     | 2.4     | 1.2    | .3     | 5.6    |
| 2021-2022 | North Carolina | 38     | 38     | 29.7   | .466  | .333   | .868 | 4.3     | 2.7     | .9     | .7     | 4.9    |
| 2022-2023 | North Carolina | 33     | 33     | 32.1   | .411  | .326   | .702 | 4.8     | 1.5     | 1.3    | .8     | 7.3    |
| Carrière  | Carrière       | 155    | 129    | 26.9   | .401  | .296   | .735 | 4.7     | 2.2     | 1.1    | .6     | 5.5    |